# Furcifer labordi
Furcifer labordi este o specie de cameleoni din genul Furcifer, familia Chamaeleonidae, descrisă de Grandidier în anul 1872. A fost clasificată de IUCN ca specie vulnerabilă. Conform Catalogue of Life specia Furcifer labordi nu are subspecii cunoscute.